# Wladimir Moreno
Wladimir Moreno (25 de enero de 1983) es un deportista brasileño que compitió en piragüismo en la modalidad de aguas tranquilas. Ganó dos medallas en los Juegos Panamericanos de 2007.

## Palmarés internacional
| Juegos Panamericanos | Juegos Panamericanos    | Juegos Panamericanos | Juegos Panamericanos |
| Año                  | Lugar                   | Medalla              | Competición          |
| -------------------- | ----------------------- | -------------------- | -------------------- |
| 2007                 | Río de Janeiro (Brasil) | Medalla de plata     | C2 1000 m            |
| 2007                 | Río de Janeiro (Brasil) | Medalla de bronce    | C2 500 m             |